# Muscina principalis
Muscina principalis är en tvåvingeart som först beskrevs av Ignaz Rudolph Schiner 1868.  Muscina principalis ingår i släktet Muscina och familjen husflugor. Inga underarter finns listade i Catalogue of Life.